# Сражение под Цзюляньчэном
Сражение под Цзюляньчэном (яп. 鴨緑江作戦) — сухопутное сражение между японскими и китайскими войсками во время Японо-китайской войны (1894—1895), произошедшее 24-29 октября 1894 года на реке Ялуцзян.

## Диспозиция сторон
После поражения при Пхеньяне китайская армия Бэйяна переправилась через реку Ялу, которая являлась границей между Кореей и Маньчжурией. Командующий цинской армией, генерал Сун Цин, имел под началом до 24 тысяч человек при 90 орудиях, но войска эти по обученности и дисциплине существенно уступали тем частям Хуайской армии, которые сражались у Сонхвана и Пхеньяна. К тому же, по приказу смещенного в октябре командующего Е Чжичао, цинские войска были рассредоточены по правому берегу р. Ялу отдельными кордонами. Берега реки Ялу примерно на 16 км были укреплены более сотней редутов и траншей. В свою очередь, японский фельдмаршал Ямагата Аритомо во главе армии в 21 тысячу человек двинулся на север и 24 октября 1894 года сосредоточил свои войска около города Ыйджу в низовьях Ялу.

## Ход операции

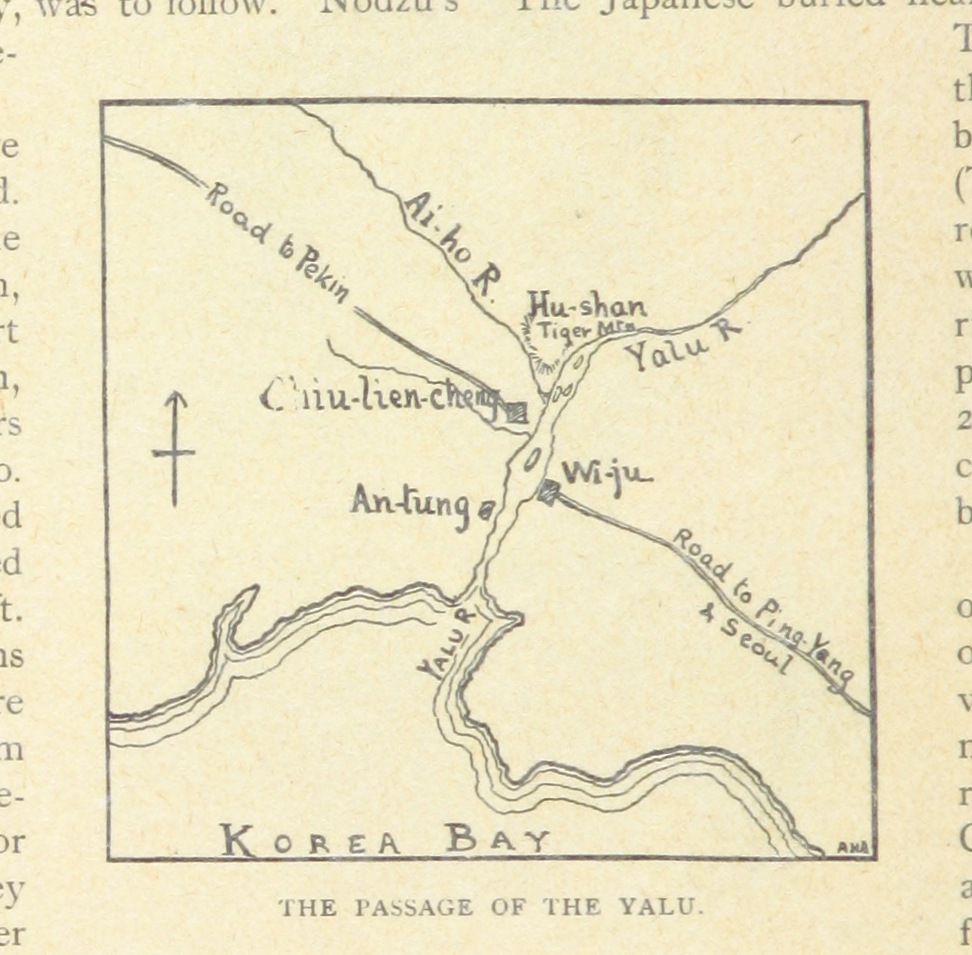
Карта операции

Стратегия Ямагаты заключалась в том, чтобы имитировать лобовую атаку на основные позиции Бэйянской армии в Цзюляньчэне, в то время как его основные силы атаковали китайский фланг у Хушаня. Японцы смогли сосредоточить против ключевых позиций превосходящие силы. В ночь на 24 октября японцам удалось незаметно навести понтонный мост через реку Ялу, позволивший им сразу выйти к китайским укреплениям. 
Особенно тяжелым было сражение 24 октября 1894 года за гору Хуэршань, где оборонялись войска генерала Не Шичэна (около 2000 человек). После более чем 4-часового боя японцы смогли форсировать Ялуцзян, введя в бой подкрепления (силы японцев на данном направлении, после подхода подкреплений, превысили 5000 человек). Не получивший подкреплений Не Шичэн приказал зарыть 2 своих орудия в землю и отступил.
Сун Цин также не смог удержать основные позиции. В ночь на 25 октября японцы навели мост около Ыйджу и утром начали переправу. Китайцы (около 6 тысяч) предприняли контратаку, но были опрокинуты и отступили на укрепленную позицию около деревни Киульгу.
26 октября японцы двинулись к этой деревне; китайцы не приняли атаки и быстро отступили на Фэнхуанчэн, бросив почти всю свою артиллерию и много боевых и продовольственных припасов. 29 октября 1894 года цинские войска отступили из Фэнхуанчэна, который был захвачен японцами 30 октября. Сюянь, к западу от Фэнчэна, было захвачен 15 ноября. Это позволило японцам изолировать сухопутные подходы к стратегическому порту Люшунькоу (Порт-Артур).

## Результаты
В этой операции японцы понесли значительные потери в личном составе, но пропаганда сообщила лишь о 33 убитых и 111 раненых (что вполне вероятно для отдельного эпизода операции, продолжавшейся несколько дней). Официозные источники преуменьшили потери до 4 убитых и 140 раненных. Китайцы также понесли значительные потери, но точных данных об их потерях нет. Цинский журналист Цай Эркан, опиравшийся на данные японской прессы, указывал, что цинские войска потеряли в боях на Ялу около 500 человек убитыми и около 1000 ранеными, 78 орудий и 4395 винтовок. 